# (31059) 1996 TQ5
(31059) 1996 TQ5 est un astéroïde de la ceinture principale découvert en 1996.

## Description
(31059) 1996 TQ5 a été découvert le 1er octobre 1996 à l'observatoire Swasey, opéré par l'université Denison, située à Granville dans l'Ohio, par Richard G. Davis.

### Caractéristiques orbitales
L'orbite de cet astéroïde est caractérisée par un demi-grand axe de 2,69 ua, un périhélie de 2,20 ua, une excentricité de 0,18 et une inclinaison de 12,65° par rapport à l'écliptique. Du fait de ces caractéristiques, à savoir un demi-grand axe compris entre 2 et 3,2 ua et un périhélie supérieur à 1,666 ua, il est classé, selon la JPL Small-Body Database, comme objet de la ceinture principale.

### Caractéristiques physiques
(31059) 1996 TQ5 a une magnitude absolue (H) de 14,2 et un albédo estimé à 0,051.